# Myiopsitta monachus calita

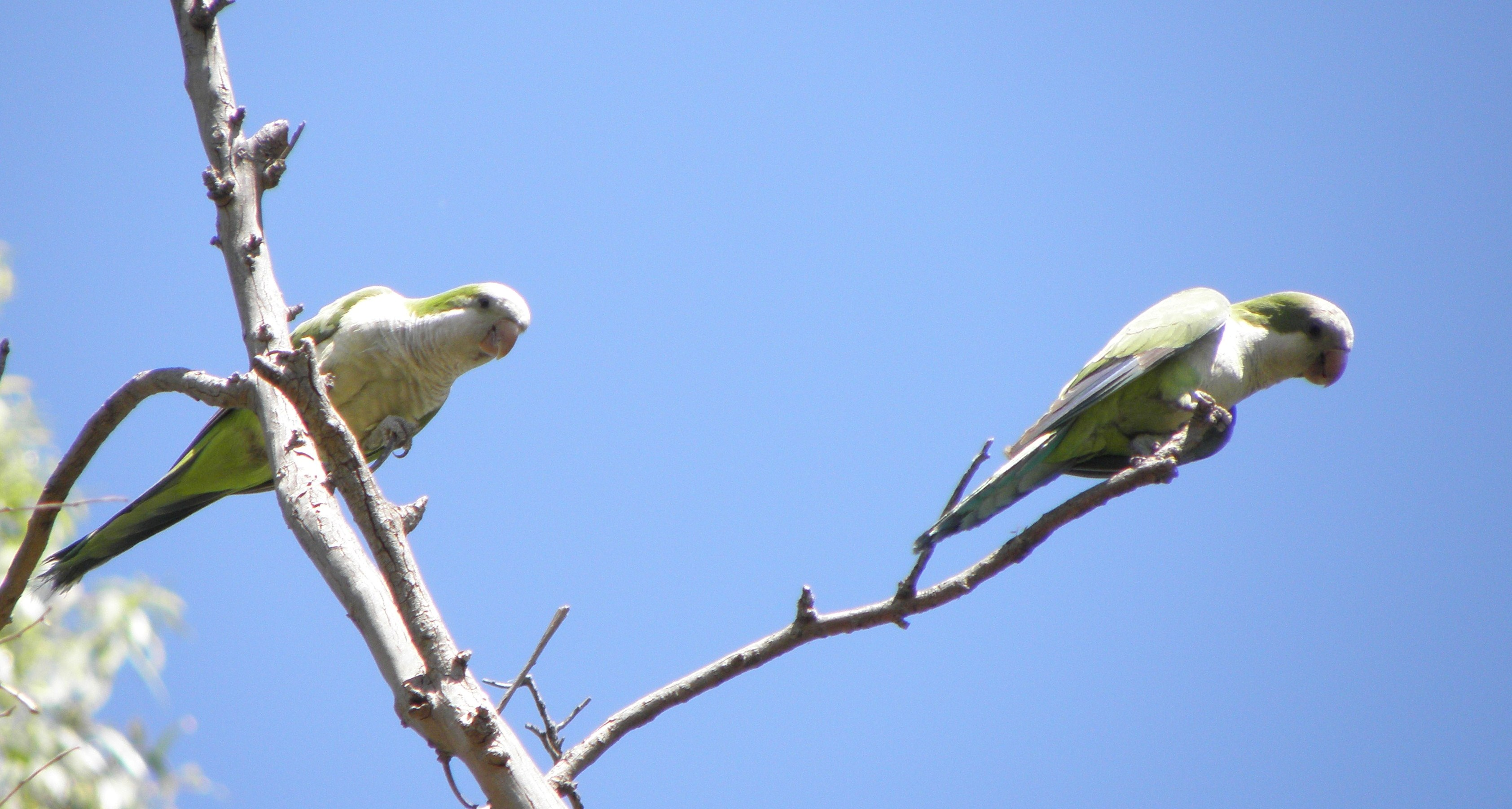
Pareja de Myiopsitta monachus calita en las afueras de la ciudad de Córdoba, provincia de Córdoba, en el centro de Argentina.

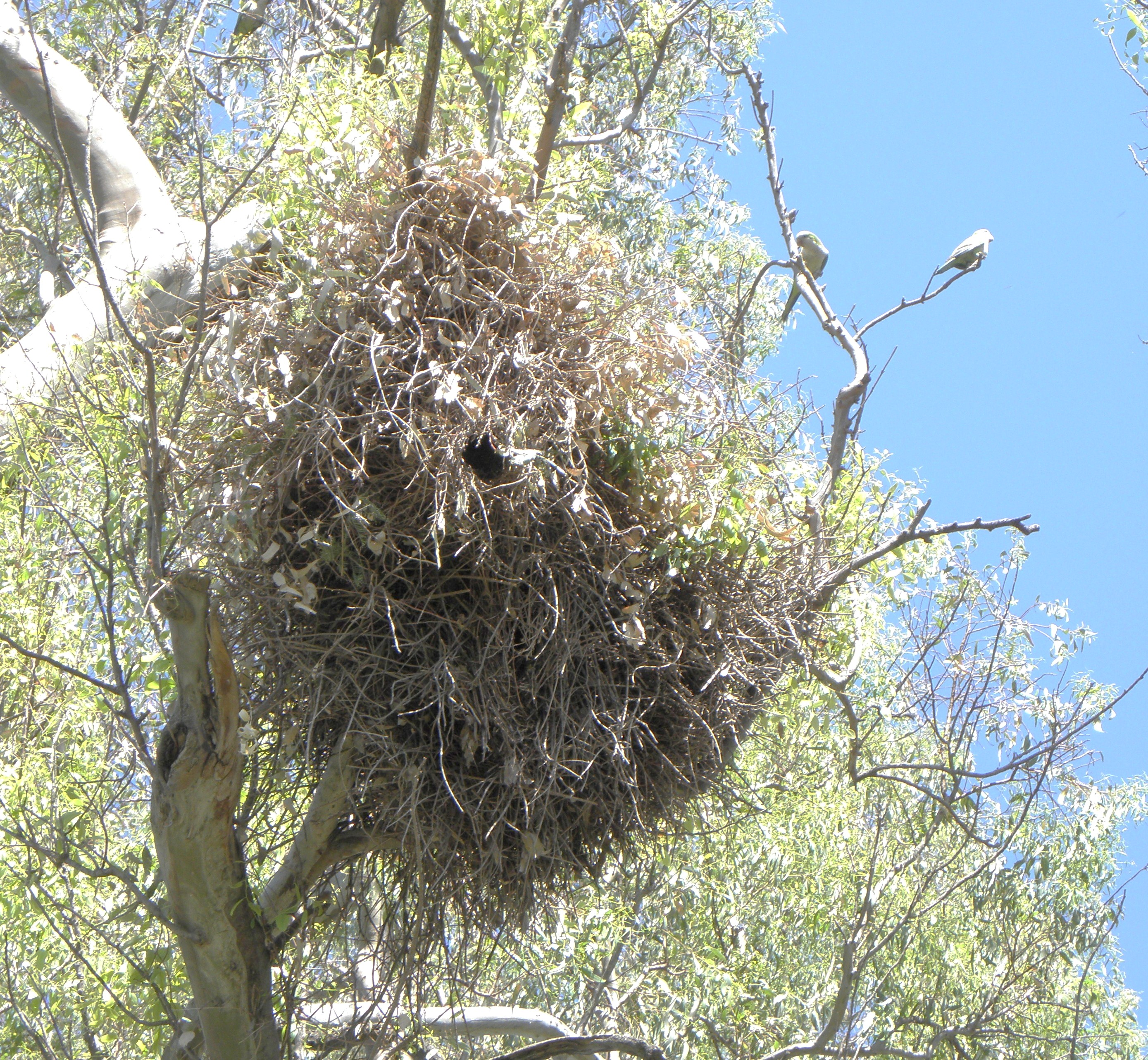
Nido de Myiopsitta monachus calita en las afueras de la ciudad de Córdoba, provincia de Córdoba, en el centro de Argentina.

La cata de Mendoza (Myiopsitta monachus calita) es una de las 4 subespecies en que se divide la especie Myiopsitta monachus, del género monotípico Myiopsitta, llamada comúnmente cotorra catita, catita, cata, cotorra monje, cotorra argentina, o cotorrita verdigrís. Esta ave de la familia de los loros habita en bosques, estepas arbustivas, sabanas, áreas de cultivo, parques y ciudades del oeste de Argentina. Es apreciada como mascota, por lo que fue comercializada en todo el mundo, logrando escapar, reproducirse y hacer nuevas poblaciones, por lo que se ha transformado en un taxón introducido y seriamente problemático en varios países.

## Descripción
El largo total de esta subespecie es de entre 27 y 28 cm. Esta subespecie es de menor tamaño que la nominal, con el pico proporcionalmente más pequeño. La cabeza posee un tono gris oscuro. El verde del dorso es más opaco y oliváceo-oscuro. El pecho tiene un tinte azulado. Son grises la mitad externa de las cobijas alares. Las remeras alares son azules.
Medidas (en milímetros).
- Machos. Ala: 142-148 (145); cola: 139-153 (144);  culmen: 18,5-19 (18,9); peso: 101,1-114,5 (104,7) g.
- Hembras. Ala: 134-144 (139,2); cola: 129-140 (135,3);  culmen: 17-19 (17,9); peso: 90,1-109,3 (98,2) g.

## Distribución
La exacta geonemia de cada una de las subespecies de esta especie aún es, en parte, discutida, pues en grandes áreas algunos especialistas creen que habita una subespecie, y para otros otra, por lo que se requiere una revisión rigurosa basada en un amplio lote de muestras de las zonas donde hay discrepancias.
En líneas generales, esta subespecie se distribuía originalmente en el centro-oeste del Cono Sur de América del Sur.
No hay discusión en el área de las provincias del centro-oeste de Argentina, partiendo desde el norte de la Patagonia argentina, en el norte de Chubut, gran parte de Río Negro, el este de Neuquén, el sur y sudoeste de Buenos Aires, toda La Pampa, Mendoza, San Juan, La Rioja, San Luis, Córdoba, hasta el sur de Santiago del Estero. Para los autores que la limitan a ese único sector, M. m. calita sería un taxón endémico de Argentina.
Las divergencias se producen al norte de esta área. Algunos autores la extienden también por el oeste de Catamarca, de Tucumán y el sudoeste de Salta. Para otros sería la subespecie que habita en el distrito fitogeográfico Chaqueño Occidental de la provincia fitogeográfica Chaqueña, cubriendo de este modo el centro y norte de Santiago del Estero, el área chaqueña de Jujuy, de Salta, de Tucumán y de Catamarca, el oeste de Chaco y de Formosa, el chaco boliviano del Tarija en el sur de Bolivia y el chaco paraguayo sudoccidental. Toda esta área para los anteriores autores corresponde en realidad a M. m. cotorra.

## Taxonomía
Esta subespecie fue descrita originalmente por William Jardine y Selby en el año 1830, bajo el nombre científico de: Psittacus calita. Su localidad tipo es: «Mendoza, Argentina».

## Comportamiento
En la naturaleza vuelan en ruidosas bandadas a gran velocidad, nunca levantando las alas por encima del cuerpo, y aleteando constantemente.
Es capaz de emitir una amplia variedad de chillidos y graznidos, y en cautiverio es capaz de vocalizar o imitar palabras, aunque en esta cualidad está muy lejos de poseer las capacidades de algunos géneros de su misma familia.

### Alimentación
Es una especie principalmente granívora; en la naturaleza se alimenta de semillas de plantas tanto silvestres como cultivadas. Entre estas últimas muestra preferencia por el sorgo, el maíz y el arroz. También consume frutos, flores, brotes de plantas, así como insectos adultos y sus larvas. También pueden alimentarse de la grasa de animales muertos.
En cautiverio aceptan pan, galletas, hortalizas, carne y otros alimentos.

### Reproducción
Son aves altamente gregarias. Construyen un nido, al contrario que la mayoría de los loros. Nidifican comunitariamente, construyendo nidos que pueden llegar a ser muy grandes y pesados, utilizando ramitas de plantas espinosas entretejidas. El nido lo ubican en árboles altos, o en estructuras artificiales, como torres de radiocomunicación, o tendidos eléctricos. La altura buscada es para evitar los depredadores terrestres.
Ponen de 5 a 8 huevos por nidada, y la incubación dura unos 26 días. Los huevos se adaptan a cualquier tipo de climas templados o tropicales; esto se da por la protección térmica que proporcionan las cámaras de los nidos coloniales.

## Ecología
Sus principales depredadores naturales son las aves rapaces, pequeños felinos, y la comadreja overa (Didelphis albiventris).